# Gallogoral meneghinii
Il gallogoral (Gallogoral meneghinii) è un mammifero artiodattilo estinto, appartenente ai bovidi. Visse tra il Pliocene superiore e il Pleistocene inferiore (circa 2,5-1 milioni di anni fa) e i suoi resti fossili sono stati ritrovati in Europa.

## Descrizione
Questo animale era molto simile all'odierno goral (Naemorhedus goral), un bovide asiatico di dimensioni relativamente ridotte, ma le dimensioni erano maggiori: il gallorogal poteva raggiungere e superare il metro di altezza al garrese. La taglia, quindi, era paragonabile a quella di un'odierna capra delle nevi (Oreamnos americanus). Gallogoral, come i suoi stretti parenti attuali, era dotato di un corpo compatto e di zampe piuttosto corte. Le corna erano relativamente brevi ma più lunghe di quelle dell'odierno goral, ricurve e proiettate verso l'indietro. 

## Classificazione

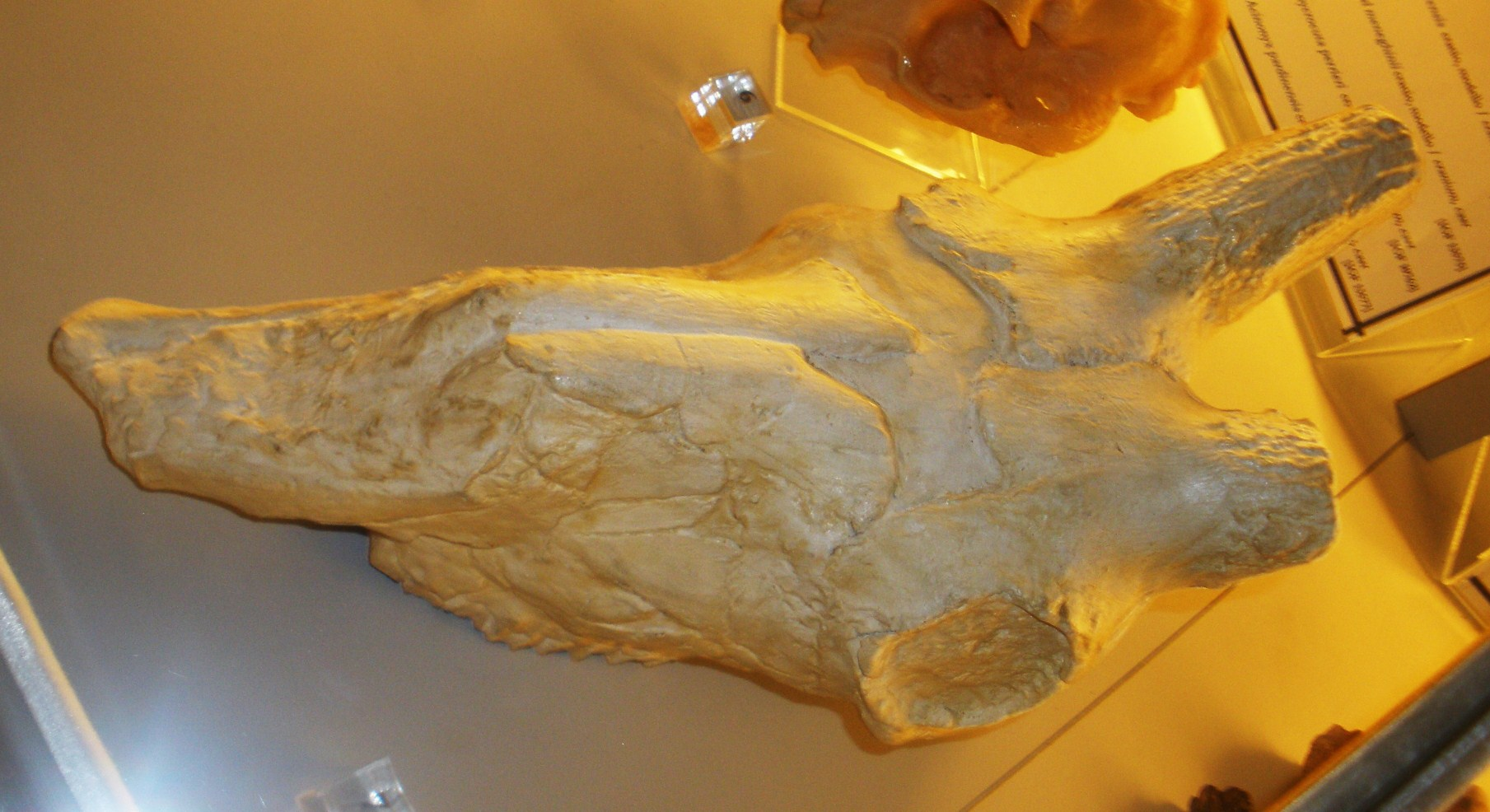
Cranio di Gallogoral meneghinii

Il genere Gallogoral venne istituito da Guerin nel 1965, per accogliere una specie di bovide già descritta nel 1878 da Rutimeyer come Palaeoryx meneghinii, sulla base di fossili ritrovati in Francia. Gallogoral è un rappresentante dei rupicaprini, un gruppo di animali simili a capre attualmente rappresentati da forme come i già citati goral e capra delle nevi, ma anche dal camoscio (gen. Rupicapra) e dal sirau (gen. Capricornis). Resti di Gallogoral sono stati ritrovati in varie zone d'Europa (Francia, Italia, Bulgaria, Spagna, Grecia). 
Gallogoral è un possibile antenato di forme insulari come Nesogoral e Myotragus, che nel corso del Pleistocene popolarono le isole del Mediterraneo andando incontro a una notevole specializzazione.

## Paleobiologia
Le ossa degli arti di Gallogoral indicano che questo animale robusto era ben adattato a muoversi agilmente sul terreno irregolare; è probabile che Gallogoral vivesse in zone montuose. 